# 俄罗斯公众假期
以下罗列了俄罗斯联邦政府认定的法定公众假期。在这些日子里，俄羅斯政府机关、外交代表机构和一些商店将关闭。

## 法定假期

### 新年假期
不仅1月1日的元旦（Новый год, Novy god），而且1月2日到1月5日也是假期，这个假期被称为“新年假期”（Новогодние каникулы, Novogodniye kanikuly）。这个假期还包括1月6日和1月8日，同时根据俄罗斯劳动法，1月7日是圣诞节假期。在2005年之前，只有1月1日和1月2日是公众假期。

### 東正教聖誕節
根据俄罗斯东正教会使用的儒略历，俄羅斯圣诞节（, Rozhdestvo Khristovo）在1月7日庆祝，同时也是一个法定公众假日。这个假日是在1991年苏联解体后对宗教的压制和国家无神论被打破后重新被确立的。俄罗斯天主教徒和新教徒则庆祝12月25日的西方教會圣诞节，但不是俄羅斯的公众假日。

### 祖国保卫者日
2月23日是原苏联时的建军节，苏联解体后更名为祖国保卫者日（День защитника Отечества, Den zashchitnika Otechestva），是俄罗斯联邦军队的节日。这个假日确立于1918年。

### 国际妇女节
第一次世界大战前夕的1913年2月的最后一个星期日，俄罗斯妇女庆祝了她们的第一个国际妇女节。在1913年，国际妇女节被转移到了3月8日这一天，并一直作为全球庆祝妇女节的日期。

### 春天和劳动节
在前苏联，5月1日是国际劳动节，在莫斯科等城市都会有大游行的庆祝活动。虽然现在这些庆祝活动都很低调，只会有小规模的游行来争取工人利益。2014年起，莫斯科市恢复苏联时期形式的劳动节俄国工会和各界群众红场大游行。

### 胜利日
5月9日是原苏联时期的卫国战争胜利纪念日，是为了纪念为战胜纳粹德国而牺牲的大量人民的纪念节日。俄罗斯独立之后保留了这个节日，并改称为“胜利日”（День Победы Den Pobedy）。俄罗斯时间1945年5月9日，德国军队向苏联和同盟国投降。胜利日是俄罗斯最重要的节日。在这个节日里，人们纪念在二战中死去的人，向幸存者和老兵们致敬，到烈士墓地敬献花圈或鲜花，为老兵们举行特殊的派对和音乐会。夜晚，莫斯科和各个英雄城市会鸣放礼炮，还会有焰火表演。每年还会在莫斯科红场举行由俄罗斯联邦总统主持的隆重集会和盛大阅兵式来庆祝反法西斯战争取得伟大的胜利。

### 俄罗斯日
1990年6月12日，俄罗斯联邦第一次人民代表大会通过了俄联邦国家主权宣言。1992年，这一天被定为俄联邦国家主权宣言日，2002年后又改称“俄罗斯日”（День России Den Rossii）。这一节日通常被称为“俄罗斯独立日”，中文中也称其为国庆节。虽然“俄罗斯独立日”这一名字从来不是官方名称，但却是最为大众熟知的名字。列瓦达中心2009年5月的一份调查中表明，44％受访者认为该节日的名字是俄罗斯独立日。

### 团结日
团结日（День народного единства, Den narodnogo edinstva），全称“俄罗斯民族团结日”，2005年11月4日首次庆祝，是为了纪念1612年11月库兹马·米宁和德米特里·米哈伊洛维奇·波扎尔斯基在莫斯科领导的抵抗波兰侵略者的人民起义、俄罗斯混乱时期的结束和外国人对俄罗斯占领的终结。1649到1917年间，在旧历的10月22日纪念这一事件。大多数观察家认为这是为了取代十月革命纪念日的11月7日而设立的节日。民族团结日也被称为统一日，俄罗斯人一般在11月3日到11月4日庆祝这一节日。

## 地区公众假期

### 穆斯林地区
- 古尔邦节
- 开斋节

## 非公众假期节日
- 儒略曆新年：1月14日
- 學生節（俄语：Татьянин день）：1月25日
- 情人節：2月14日
- 謝肉節：每年復活節前的第8周
- 俄羅斯內衛部隊日（俄语：День внутренних войск МВД России）：3月27日
- 復活節
- 聖母領報日：4月7日
- 載人空間飛行國際日：4月12日
- 國土防空軍日（俄语：День войск противовоздушной обороны (Россия)）：4月第2個禮拜天
- 廣播日（俄语：День радио）：5月7日
- 邊防日（俄语：День пограничника）：5月28日
- 伊凡·庫帕拉節：7月7日
- 空降軍日（俄语：День Воздушно-десантных войск）：8月2日
- 蘋果節（俄语：Яблочный Спас）：8月19日
- 国旗日：8月22日
- 十月革命紀念日：11月7日
- 海军步兵日（俄语：День морской пехоты）：11月27日
- 西方教會聖誕節：12月25日